# 山西省工业和信息化厅
山西省工业和信息化厅是山西省人民政府内履行管理山西省国民经济和信息化综合职能的组成部门。

## 机构设置

### 委机关内设机构
山西省工业和信息化厅机关内设机构有：
- 办公室
- 人事教育处
- 综合处
- 政策法规处
- 经济运行局 (应急办公室)
- 产业政策处 (军民结合推进处)
- 投资与规划处 (原材料工业处)
- 经济技术合作处(消费品工业处)
- 技术创新处 (装备工业处)
- 节约能源处
- 资源节约与综合利用处
- 电力处
- 交通物流处
- 能源处
- 省口岸办公室
- 电子信息处 (软件服务业处)
- 信息化推进处
- 信息安全协调处
- 行政财务处
- 机关党委
- 离退休人员工作处
- 纪检组监察室

### 部门管理机构和委管单位
- 山西省国防科学技术工业办公室
- 山西省中小企业局
- 山西省城镇集体工业联合社

### 直属单位
- 山西省无线电管理局
- 山西经济管理干部学院（山西经贸职业学院）
- 山西省节能监察总队
- 山西省展览馆
- 山西省经济和信息化委员会信息中心
- 山西省墙体材料革新推广管理中心
- 山西省经济和信息化委员会后勤服务中心
- 山西经贸宾馆
- 山西省新技术推广中心
- 山西省节能中心
- 山西省经贸决策咨询中心
- 山西省软件评测服务中心
- 山西经济和信息化出版传媒中心